# 2689 Брисел
2689 Брисел (енгл. 2689 Bruxelles) је астероид главног астероидног појаса са средњом удаљеношћу од Сунца која износи 2,233 астрономских јединица (АЈ).
Апсолутна магнитуда астероида је 13,9.